# Alberto Betim Paes Leme
Alberto Betim Paes Leme (Rio de Janeiro, 15 de novembro de 1882 — Rio de Janeiro, 6 de julho de 1938) foi um cientista brasileiro, diretor do Museu Nacional entre 1935 e 1938. Estudou engenharia civil e de minas em Paris, França. Pesquisou, com destaque, rochas cristalinas formadoras da Serra do Mar.
Foi membro da Academia Brasileira de Ciências.